# Habeas Corpus Act
Habeas Corpus Act (Габе́ас ко́рпус акт) — законодавчий акт, прийнятий парламентом Англії 27 травня 1679 року, складова частина Конституції Великої Британії. Визначає правила арешту та притягнення до суду обвинуваченого в злочині, надає суду право контролювати законність затримання та арешту громадян, а громадянам — вимагати початку такої процедури (відомої під латинською назвою Habeas Corpus).
Повна назва закону — «Акт про краще забезпечення свободи підданих та про попередження ув'язнень за морями» (тобто поза межами Англії).

## Історичні умови прийняття
Після реставрації монархії в 1660 році в англійському парламенті поступово утворюються два протидіючі угруповання — торі, які виражали інтереси короля, придворної аристократії, а також частини джентрі, та вігі, які об'єднали представників опозиції: купців, фінансистів, верхівку джентрі, промисловців. Значною перемогою вігів у цьому протиборстві став Habeas Corpus Act.

## Зміст
Згідно з цим законом, судді були зобов'язані за скаргою особи, яка вважає свій арешт або арешт будь-кого іншого незаконним, вимагати термінового подання арештованого в суд для перевірки законності арешту або для судового розгляду; ув'язнення обвинуваченого могло проводитися тільки за пред'явленням наказу із зазначенням причини.
Акт зобов'язував суддів видавати «габеас корпус» у всіх випадках, за винятком тих, коли підставою арешту було обвинувачення даної особи в державній зраді або тяжкому кримінальному правопорушенні. Після отримання судового припису (мандамусу) «габеас корпус», наглядач зобов'язаний був протягом 3—20 днів (залежно від дальності відстані) доставити арештованого в суд. У разі затримки судового розслідування закон передбачав звільнення заарештованого під заставу (чим не могли скористатися незаможні); це не поширювалося на неспроможних боржників.
Уряду надавалося право припиняти дію Акта в надзвичайних випадках, але лише за згодою обох палат парламенту і не більше, ніж на один рік. Цей захід практикувалася в дуже рідкісних випадках, в Англії і Шотландії він не застосовується з 1818 року.
Також статті Акта не поширювалися на цивільні справи.
Але найважливіше, що Акт передбачав відповідальність тюремників і суддів за порушення відповідних статей закону.
До Habeas Corpus Act уносилися зміни та доповнення.

## Значення
Акт обмежив всевладдя короля і свавілля чиновників у галузі кримінального права і судочинства, проголосив недоторканність особи, а також принципи презумпції невинуватості, законності, оперативності правосуддя. Це дає змогу вважати його найважливішим конституційним документом в історії Англії поряд з Великою хартією вольностей 1215 року. Його значення полягає в кримінально-процесуальних гарантіях від необґрунтованих арештів і таємних розправ.
Habeas corpus act став найважливішим документом англійської революції, яка привела до встановлення у політичній системі країни основ парламентаризму. Він поклав початок законодавчому обмеженню виконавчої влади в особі монарха і чиновників. Кримінально-процесуальні норми, сформульовані в Акті, є основою кримінального судочинства у багатьох сучасних державах, включаючи західноєвропейські країни, Україну та США.